# Cross-overkabel
Een cross-overkabel wordt gebruikt voor een dataverbinding in twee richtingen tussen twee apparaten met dezelfde norm. Aan beide uiteinden van zo'n kabel bevindt zich een stekker van hetzelfde type.

## Scart
Een voorbeeld is Scart. Alle Scartkabels zijn cross-overkabels. Een Scartkabel heeft onder andere de volgende aansluitingen:
| Pinnummer | Functie    | Pinnummer | Functie    |
| --------- | ---------- | --------- | ---------- |
| 1         | Rechts uit | 2         | Rechts in  |
| 2         | Rechts in  | 1         | Rechts uit |
| 3         | Links uit  | 6         | Links in   |
| 6         | Links in   | 3         | Links uit  |
| 19        | Video uit  | 20        | Video in   |
| 20        | Video in   | 19        | Video uit  |

Ongeacht welke apparaten men verbindt, elke ader verbindt een uitgang van het ene apparaat met een ingang van het andere apparaat.

## DIN
Tot de jaren 70 werd vaak een DIN-kabel gebruikt voor verbindingen tussen audio-apparatuur. Op het eerste gezicht heeft zo'n kabel dezelfde mogelijkheden als Scart, maar alleen voor audio. Toch is er verschil: de meeste DIN-kabels zijn geen cross-overkabels. De verbindingen zijn:
| Standaardkabel | Standaardkabel | Standaardkabel | Standaardkabel |                | Cross-overkabel | Cross-overkabel | Cross-overkabel | Cross-overkabel |
| Versterker     | Versterker     | Bandrecorder   | Bandrecorder   | Bandrecorder 1 | Bandrecorder 1  | Bandrecorder 2  | Bandrecorder 2  |                 |
| Pinnummer      | Functie        | Pinnummer      | Functie        | Pinnummer      | Functie         | Pinnummer       | Functie         |                 |
| -------------- | -------------- | -------------- | -------------- | -------------- | --------------- | --------------- | --------------- | --------------- |
| 1              | Links in       | 1              | Links uit      | 1              | Links in        | 3               | Links uit       |                 |
| 3              | Links uit      | 3              | Links in       | 3              | Links uit       | 1               | Links in        |                 |
| 4              | Rechts in      | 4              | Rechts uit     | 4              | Rechts in       | 5               | Rechts uit      |                 |
| 5              | Rechts uit     | 5              | Rechts in      | 5              | Rechts uit      | 4               | Rechts in       |                 |

Dit betekent dat de twee aangesloten apparaten een verschillende norm hebben: Pin 1 is bij een versterker een ingang en bij een bandrecorder een uitgang. Het gevolg is dat twee identieke apparaten, bijvoorbeeld twee bandrecorders, niet direct met elkaar verbonden kunnen worden, tenzij men een cross-overkabel gebruikt. Zo'n kabel is uiterlijk niet te onderscheiden van een standaardkabel.
De kabel is meestal rond en de pinnen van een DIN-connector staan in een kring. De aders van de kabel kunnen bij de productie direct op de pinnen worden aangesloten. Bij een standaardkabel is het echter nodig dat de aders elkaar in de ene connector kruisen. De productie van een cross-overkabel is dus eenvoudiger.

## Netwerk

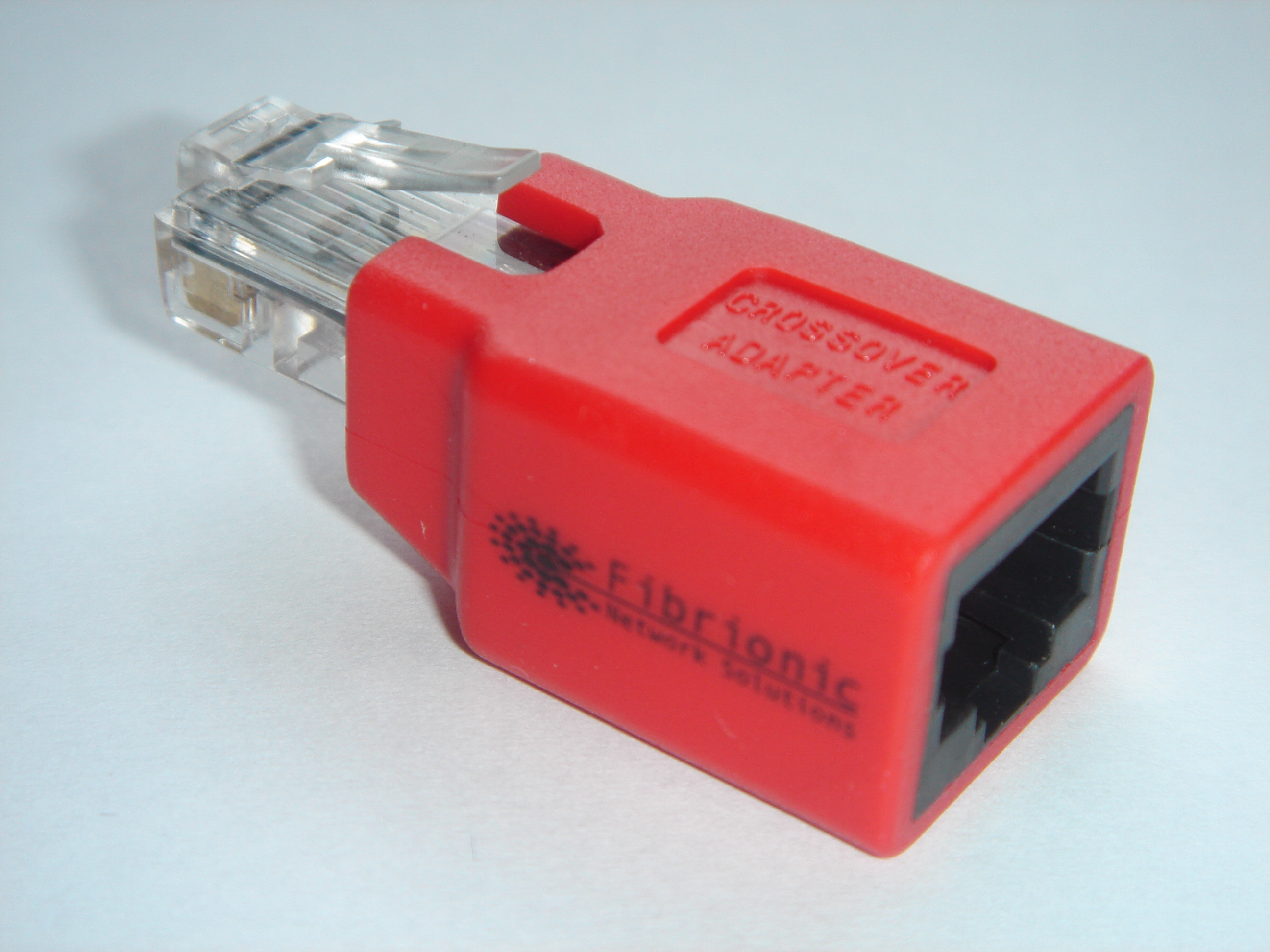
Dit verloopstuk converteert een standaardkabel in een cross-overkabel, of omgekeerd

Het bekendste geval van een cross-overkabel doet zich waarschijnlijk voor bij computernetwerken.
Voor een verbinding tussen een computer en een hub of switch wordt een standaardkabel gebruikt. Evenals bij de DIN-kabel is voor de verbinding tussen twee identieke apparaten een cross-overkabel nodig.
Dat geval deed zich vooral voor in de begintijd van de computernetwerken, bijvoorbeeld als een gebruiker twee computers direct met elkaar wilde verbinden.
Zijn er meer computers, dan gebruikt men een hub of switch en standaardkabels. Is het netwerk nog groter, dan moeten er meerdere hubs of switches worden gebruikt - en die moeten onderling met cross-overkabels worden verbonden. Sommige hubs hebben een uplinkaansluiting, zodat twee hubs met een standaardkabel kunnen worden verbonden. Moderne switches maken een einde aan de verwarring doordat ze zelf detecteren wat er voor kabel is gebruikt.

## RS-232
Voor de RS-232-verbinding tussen een computer en een modem gebruikt men een standaardkabel. Voor de verbinding tussen twee computers is een cross-overkabel nodig. Deze kabel wordt vaak nulmodem genoemd.